# جون ر. هاريس
جون ر. هاريس (بالإنجليزية: John R. Harris)‏ هو بروفيسور واقتصادي أمريكي، ولد في 7 فبراير 1934 في روكفورد في الولايات المتحدة، وتوفي في 7 يوليو 2018.